# Bombylius desertivagus
Bombylius desertivagus är en tvåvingeart som beskrevs av Paramonov 1940. Bombylius desertivagus ingår i släktet Bombylius och familjen svävflugor. Inga underarter finns listade i Catalogue of Life.